# George Garbutt
George Frederick Garbutt  (Winnipeg, 18 juni 1903 - Winnipeg, 21 september 1967) was een Canadese ijshockeyspeler. 
Garbutt mocht met de zijn ploeg de University of Manitoba Graduates, Canada vertegenwoordigen op de Wereldkampioenschap 1931 in het Poolse Krynica Zdrój, tijdens dit toernooi won Canada vier van de vijf wedstrijden en behaalde een doelsaldo van 24-0, alleen de Zweedse ploeg wist de Canadezen op 0-0 te houden.
Garbutt was een jaar later onderdeel van de Winnipeg Hockey Club, deze ploeg mocht Canada vertegenwoordigen op de Olympische Winterspelen 1932 in het Amerikaanse Lake Placid. Garbutt speelde alleen in mee in de met 5-0 gewonnen wedstrijd tegen Duitsland waarin hij verantwoordelijk was voor één doelpunt.